# District de Jiangzhou
Le district de Jiangzhou (chinois simplifié : 江州区 ; chinois traditionnel : 江州區 ; pinyin : Jiāngzhōu Qū) est une subdivision administrative de la région autonome Zhuang du Guangxi en Chine. Il est placé sous la juridiction de la ville-préfecture de Chongzuo.

## Démographie
La population du district était de 347 800 habitants en 2010.